# Виейра, Афонсу Лопеш
Афо́нсу Ло́пеш Вие́йра (порт. Afonso Lopes Vieira; 26 января 1878, Лейрия — 25 января 1946, Лиссабон) — португальский писатель, поэт и переводчик, представитель течений неогарретизма (neogarretismo) и саудозизма в португальской литературе XX века, участник культурного движения Renascença Portuguesa (Ренашсенса португеза, Португальское возрождение). Гранд-офицер Португальского ордена Сантьяго (GOSE, 14.2.1920).

## Биография и творчество
Окончил юридический факультет Коимбрского университета. Работал адвокатом. С 1916 года полностью посвятил себя занятиям литературой и деятельности в области культуры. Затем путешествовал по Испании, Франции, Италии, Бельгии, США и Бразилии.
Войдя в общество Renascença Portuguesa стал сотрудником его печатного органа журнала A Águia. Публиковался в других изданиях (Nação Portuguesa, Contemporânea). Принимал активное участие в проведении конференций «Кампании Жила Висенте» (Campanha Vicentina). Но в своей разносторонней деятельности по культурному возрождению Португалии сохранял индивидуальную позицию, не разделяя, как в случае с интегрализмом (хотя и выступал в защиту движения лузитанский интегрализм), частично совпадающие с его кредо программы. Поэзия близка к саудозизму, в творчестве прослеживается переход от неоромантизма конца XIX века к традиционным националистическим течениям и себастианизму начала XX века, ощущается воздействие как классической поэтики песенников так и народной литературы. Со временем Афонсу Лопеш Виейра, эстет, как определили писателя А. Ж. Сарайва и О. Лопеш, отошёл от саудозизма, вернувшись к более консервативному национализму, как и Антониу Коррейя де Оливейра.
Работал в кинематографе (сценарии и составление диалогов). К лучшим изданиям относятся Para quê (1897), Náufragos: Versos Lusitanos (1899), O Encoberto (1905), Bartolomeu Marinheiro (1912), Arte Portuguesa, Ilhas de Bruma (1917), Onde a Terra Acaba e o Mar Começa (1940).
Приложил много усилий для усвоения португальцами забытого национального культурного наследия: адаптировал и перевёл на современный португальский язык средневековый рыцарский роман «Амадис Гальский», выпустил новое издание «Лузиад» (1929) Луиша де Камоэнса. Теофилу Брага укрупнял издания лирической поэзии Камоэнса 1873—1875 и 1880 годов и увеличивал количество приписываемых ему стихов без должного критического анализа их авторства. Биограф Камоэнса Вильгельм Шторк (Wilhelm Storck) и Каролина Михаэлис де Вашконселуш впервые стали определять истинное авторство поэзии Камоэнса. Их усилия использовали Жозе Мария Родригеш и Афонсу Лопеш Виейра, выпустив в 1932 году сборник лирической поэзии Камоэнса и освободив его от 248 стихотворений, ранее приписываемых автору «Лузиад».

## Выборочные переводы
Афонсу Лопеш Виейра адаптировал (перевёл на современный португальский язык с сокращениями) некоторые литературные памятники мирового значения, которые выдержали многичсленные повторные издания
- 1924 —  Diana Жорже де Монтемора (переиздание 2001 года ISBN 978-9726954453)
- 1925 — O Romance de Amadis (сокращённый перевод, переиздание 2010 года ISBN 978-8561635824)
- 1930 — Poema do Cid (переиздание 1993 года ISBN 978-9727081981)